# Meriania cordata
Meriania cordata là một loài thực vật có hoa trong họ Mua. Loài này được (H. Karst.) Triana mô tả khoa học đầu tiên năm 1871.